# 竹富町議会
竹富町議会（たけとみちょうぎかい）は、沖縄県八重山郡竹富町に設置されている地方議会である。

## 概要
- 定数：12人
- 任期：4年
- 議長：新田長男
- 副議長：那根操

## 町議会議事堂庁舎
議場は町議会議員と町長部局が向き合う形となっている。
町議会議事堂庁舎はコンクリート造である。
日本国内では珍しい議事堂庁舎が議会の対象となる自治体の区画に存在しない議会である。
竹富町ではなく石垣市に議事堂庁舎が置かれており、よって議事堂は町議会議員選挙区が設定されておらず、且つその周辺に住んでいる場合は竹富町民ではないため町議会の選挙権および被選挙権を有しない。

## 運営

### 会期
竹富町議会の定例会は、毎年3月、6月、9月及び12月に召集され、その他にも必要に応じて臨時会が開催される。
委員会方式を採用している。委員会は総務財政委員会、経済委員会、議会運営委員会の3つが置かれている。

## 会派
| 会派名 | 議席数 |
| ------ | ------ |
| 公明党 | 1      |
| 無所属 | 11     |
| 計     | 12     |